# Adaptivni imunski sistem
Adaptivni imunski sistem, ili specifična otpornost, je oblik imunosti organizma koji se stiče tokom života, a nastaje kao rezulatat izlaganja organizma raznim stranim supstancama (patogenima). Specifična otpornost štiti organizam od toksina (otrova) i nepoželjnih enzima, kao i da podstiče, odnosno stimuliše, organizam da stvara antitela.
Zahvaljujući specifičnoj otpornosti čovek postaje zaštićen od određenog uzročinka (koji je prethodno kod njega izazvao određenu bolest) bez obzira na to koliko je puta u životu dalje bio u kontaktu sa tim uzročnikom (npr. virus malih boginja). Na tome se i zasniva uspeh vakcinacije, odnosno korišćenja nepatogenih oblika patogenih mikroba ili njihovih produkata da stimulišu zaštitu protiv virulentnih sojeva.

## Funkcije
Adaptivna imunost se kod kičmenjaka aktivira kad patogen promakne urođenom imunskom sistemu i proizvede prag antigena.
Glavne funkcije adaptivnog imunskog sistema su:
- prepoznavanje specifičnih stranih antigena, tokom procesa prezentacije antigena.
- stvaranje responsa koji je prilagođen da u maksimalnoj meri eliminiše specifične patogene ili patogenom zaražene ćelije.
- razvoj imunske memorije, kojom je svaki patogen “zapamćen” antitelom. Ove memorijske ćelije se mogu brzo da eliminišu patogen u slučajevima naknadnih infekcija.